# Alexander VII

Alexander VII, porträttmålning av Giovanni Battista Gaulli.

Alexander VII, född Fabio Chigi 13 februari 1599 i Siena, död 22 maj 1667 i Rom, var påve från den 7 april 1655 till sin död.

## Biografi
Fabio Chigi föddes i Siena som son till Flavio Chigi, släkt med Paulus V. På den tiden var Chigi en av de mest framstående släkterna i trakten. Svag hälsa ledde till att Fabio Chigi fick sin första skolgång i hemmet, undervisad av sin mor, Laura Marsigli, och informatorer. Han doktorerade så småningom vid universitetet i Siena i filosofi, juridik och teologi. 
Under Urban VIII:s (1623–1644) pontifikat, 1626, inträdde Chigi i kyrkans tjänst i Rom, och sändes året därpå som vicelegat, verkade i fem år som diplomat, tills han i december 1634 prästvigdes, i januari 1635 vigdes till biskop samt utsågs till inkvisitor av Malta och biskop av Nardò. 
Fyra år senare fortsatte Chigi sin diplomatiska karriär, som apostolisk nuntie i Köln. I den senare befattningen gick han till historien som påvlig representant vid underhandlingarna till westfaliska freden 1648. År 1651 återkallades han till Rom av Innocentius X för att bli kardinalstatssekreterare och Chigi utsågs den 19 februari 1652 till kardinalpräst med Santa Maria del Popolo som titelkyrka. Följande år fick han titeln ärkebiskop av Imola.

## Pontifikat
Påve Innocentius X avled den 7 januari 1655. Efter en åttio dagar lång konklav, som präglades av strider mellan nationella och politiska motsättningar, valdes Chigi enhälligt av kardinalkollegiet till påve den 7 april 1655 och installerades i ämbetet den 18 april med namnet Alexander VII.

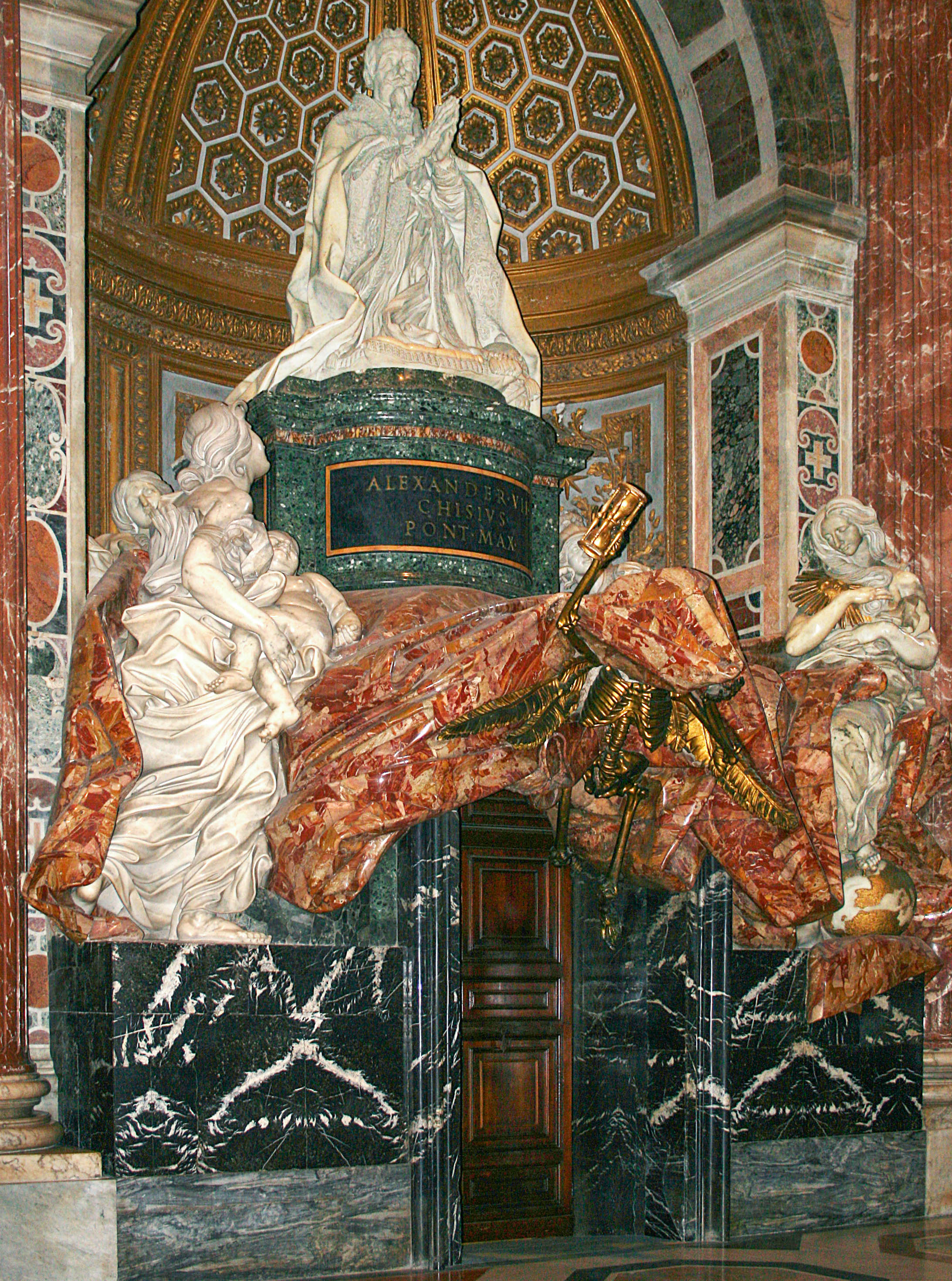
Alexander VII:s gravmonument i Peterskyrkan.

Han utsågs till påve eftersom han var motståndare till nepotism och genast när han blivit påve förbjöd han sina släktingar att komma till Rom. Det fanns emellertid starka röster som skrämdes av att nepotismen avtog, eftersom de menade att nepotism borgade för en stark ledning, och Alexander lät sig slutligen övertalas att kalla sin bror och några andra släktingar till Rom. Deras ankomst 1656 markerar en omsvängning i pontifikatet, eftersom de flesta poster därefter tillsattes av medlemmar av ätten Chigi. Som påve var Alexander en stor vän av konst och vetenskap och skrev själv poesi. En tragedi, Pompejus, liksom en samling episka, lyriska och elegiska dikter, Philometi labores iuveniles, finns ännu i behåll. Han gjorde värdefulla insatser för Roms och särskilt Peterskyrkans förskönande och utökade Vatikanbibliotekets bestånd väsentligt.
I de jansenistiska stridigheterna i Frankrike deltog han och förnyade med bullan Ad Sacram därunder den fördömelsedom över Jansenius som redan hade uttalats av Innocentius X. Däremot kunde han inte uppehålla sitt anseende i en mera personlig strid med den då ännu helt unge kung Ludvig XIV, med vilken han måste ingå ett mycket förödmjukande fördrag (i Pisa 1664). Den franske ministern Jules Mazarin hade inte glömt hans motstånd vid olika förhandlingar, när han varit diplomat. Relationen ledde till att Frankrike inte sände någon ambassadör till Kyrkostaten och inte mottog någon till Frankrike samt att Kyrkostaten tillfälligt förlorade den sydfranska staden Avignon.
Under Alexander VII:s påvliga regering inföll den svenska drottningen Kristinas offentliga upptagning i den romersk-katolska kyrkan (1655) och påven välkomnade henne personligen när hon anlände till Rom i december samma år. 
Alexander VII dog den 22 maj 1667. Han är begraven i Peterskyrkan och hans gravmonument utfördes av Bernini och några av hans elever mellan 1672 och 1678.
Påvens officiella biografi, Vita di Alessandro VII, är författad av barndomsvännen Pietro Sforza Pallavicino, som påven utsåg till kardinal in pectore.